# Andrzej Jerzy Piotrowski
Andrzej Jerzy Piotrowski (ur. 24 listopada 1934 w Lublinie, zm. 23 sierpnia 1978 we Wrocławiu) – polski reżyser i scenarzysta filmowy.
W latach 1952–1954 był reportażystą i lektorem w gdańskiej Rozgłośni Polskiego Radia.
Studiował na PWSF w Łodzi, a w czasie ich trwania pracował jako reżyser wizji w łódzkim ośrodku telewizji. Studia ukończył w 1958 roku. Następnie pracował jako asystent reżysera.
Został pochowany na cmentarzu Wilanowskim w Warszawie.

## Filmografia
| Rok  | Tytuł filmu               | Twórca w filmie       | Uwagi                |
| ---- | ------------------------- | --------------------- | -------------------- |
| 1956 | Acmiola                   | Scenariusz, reżyseria | Etiuda szkolna       |
| 1956 | Uważaj!                   | Scenariusz, reżyseria | Etiuda szkolna       |
| 1957 | Stary młyn                | Scenariusz, reżyseria | Etiuda szkolna       |
| 1968 | Wszystko na sprzedaż      | II reżyser            |                      |
| 1969 | Znaki na drodze           | Scenariusz, reżyseria |                      |
| 1970 | Pułapka                   | Reżyseria             |                      |
| 1971 | Szerokiej drogi, kochanie | Reżyseria             |                      |
| 1972 | Z tamtej strony tęczy     | Scenariusz, reżyseria |                      |
| 1973 | Zasieki                   | Reżyseria             |                      |
| 1976 | Wielki układ              | Scenariusz, reżyseria |                      |
| 1978 | 07 zgłoś się              | Reżyseria, dialogi    | odc. 9 Rozkład jazdy |

Źródło.

## Nagrody i wyróżnienia
- 1970: Znaki na drodze – Nagroda im. Andrzeja Munka (przyznawana przez PWSFTviT)
- 1971: Znaki na drodze – Złoty Lampart na MFF w Locarno
- 1972: Szerokiej drogi, kochanie – anty-nagroda Skisłe Grono dla najgorszego filmu na Lubuskim Lecie Filmowym w Łagowie

Źródło.